# هاینریش دانیل روهمکورف
هاینریش دانیل روهْمْکورف (انگلیسی: Heinrich Daniel Ruhmkorff; ۱۵ ژانویهٔ ۱۸۰۳ – ۲۰ دسامبر ۱۸۷۷) فیزیک‌دان و مهندس اهل آلمان بود. سیم‌پیچ القاگر با نام وی «روهمکورف» نیز شناخته می‌شود، اما در واقع او مخترع این وسیله نیست و قبل از وی در سال ۱۸۳۶ توسط نیکلاس کالان ساخته شده بود. به دلیل فعالیت‌های علمی وی سیارکی که توسط اریک والتر الست کشف شد، به نام وی نامگذاری شد.
در سال ۱۸۵۸ او نخستین کسی بود که توانست جایزه ولتا را به دلیل توسعهٔ سیم‌پیچ القاگر به خود اختصاص دهد.
روهمکورف لقب لژیون دونور (شوالیه) را دریافت کرد.